# Villeneuve-la-Lionne
Villeneuve-la-Lionne je francouzská obec v departementu Marne v regionu Grand Est. Žije zde 273 obyvatel.

## Poloha obce
Obec leží na jihozápadě departementu Marne u jeho hranic s departementem Seine-et-Marne, tedy i u hranic regionu Grand Est s regionem Île-de-France.

### Sousední obce
| Růžice kompasu | Meilleray (Seine-et-Marne)               | Le Vézier            | Tréfols  | Růžice kompasu |
| Růžice kompasu | La Chapelle-Moutils (Seine-et-Marne)     | Sever                | Joiselle | Růžice kompasu |
| Růžice kompasu | La Chapelle-Moutils (Seine-et-Marne)     | Villeneuve-la-Lionne | Joiselle | Růžice kompasu |
| Růžice kompasu | La Chapelle-Moutils (Seine-et-Marne)     | Jih                  | Joiselle | Růžice kompasu |
| Růžice kompasu | Saint-Martin-du-Boschet (Seine-et-Marne) | Réveillon            |          | Růžice kompasu |